# Sérieux s'abstenir
Ne doit pas être confondu avec Pas sérieux s'abstenir.
Sérieux s'abstenir est une émission de télévision de divertissement française, produite par Catherine Anglade et diffusée sur la première chaîne de l'ORTF de 1966 à 1973, avec des comédiens comme Jacques Duby, Jean-Marie Proslier, Jacques Balutin puis sur TF1 en 1981. L'émission présente essentiellement des sketchs humoristiques interprétés par des chansonniers, humoristes et comédiens de l'époque comme Jean Bertho, Jean Amadou. Jacques Balutin, Jacques Mailhot, Christian Marin, Guy Piérauld… ainsi que des présentateurs de télévision comme Léon Zitrone, Georges de Caunes, Christine Fabrega…
Francis Joffo a participé à l'écriture d'un grand nombre de ces sketchs.

## Critiques
Le critique de télévision Jacques Siclier écrit en février 1969 dans le journal Le Monde : « " Sérieux s'abstenir ", émission dite satirique de Catherine Anglade, est une institution de longue date, qui n'a jamais fait aucun progrès (première chaîne). Il y règne l'esprit " chansonnier " le plus rebattu. »